# Patrice Cruice
Patrice François Marie Cruice né à Killaloe (Irlande) le 27 juillet 1815, mort à Neuilly le 12 octobre 1866 a été évêque de Marseille.

## Biographie
Il est le fils d’un lieutenant-colonel irlandais qui est mort au service de la France et d’une demoiselle Dillon. Il fait ses études en France et devient docteur ès lettres et docteur en théologie. L’archevêque de Paris, Denys Affre, lui confie la direction d’une école de hautes études qu’il a créée rue de Vaugirard dans une ancienne maison des Carmes. Il forme ainsi de nombreux docteurs ès lettres ou ès sciences. Il publie plusieurs ouvrages et est nommé au conseil supérieur de l’instruction publique. Nommé évêque de Marseille, il est consacré le 25 août 1861 dans l’église des Carmes par Georges Chalandon, archevêque d’Aix-en-Provence assisté des évêques d’Autun et de Valence. Il arrive à Marseille le 1er septembre 1861.
Dès son arrivée, il relance la construction de Notre-Dame de la Garde qui a été stoppée faute de fonds. Il demande un rapport sur la situation financière : la dépense réalisée est de 1 200 000 F alors que le devis d’Espérandieu s’éleve à 680 000 F. Près de 450 000 F sont encore dus aux entreprises. Il nomme de nouveaux administrateurs et lance une nouvelle souscription pour payer les arriérés et financer les travaux les plus urgents. Le 8 novembre 1861 il publie une lettre pastorale où il affirme que Notre-Dame de la Garde sera « le monument de tout un peuple, des riches et des pauvres, des ouvriers et des artisans, des matelots et des pêcheurs. ». La crypte étant terminée fin 1861, il y célèbre une messe le 9 décembre 1861. Il entreprend les démarches pour que cette chapelle soit érigée en « chapelle vicariale ». Il fait célébrer plusieurs processions solennelles à Notre-Dame de la Garde et notamment celle des 4 et 5 juin 1864 pour la consécration du sanctuaire par le cardinal Villecourt, membre de la curie romaine, en présence de 43 archevêques ou évêques. Patrice Cruice ne peut assister à cette cérémonie car il est déjà malade. Il meurt à Neuilly le 12 octobre 1866 à l’âge de 51 ans et son corps est ramené à Marseille.

## Distinction
- Chevalier de la Légion d'honneur (29 décembre 1855)[2]

## Armoiries

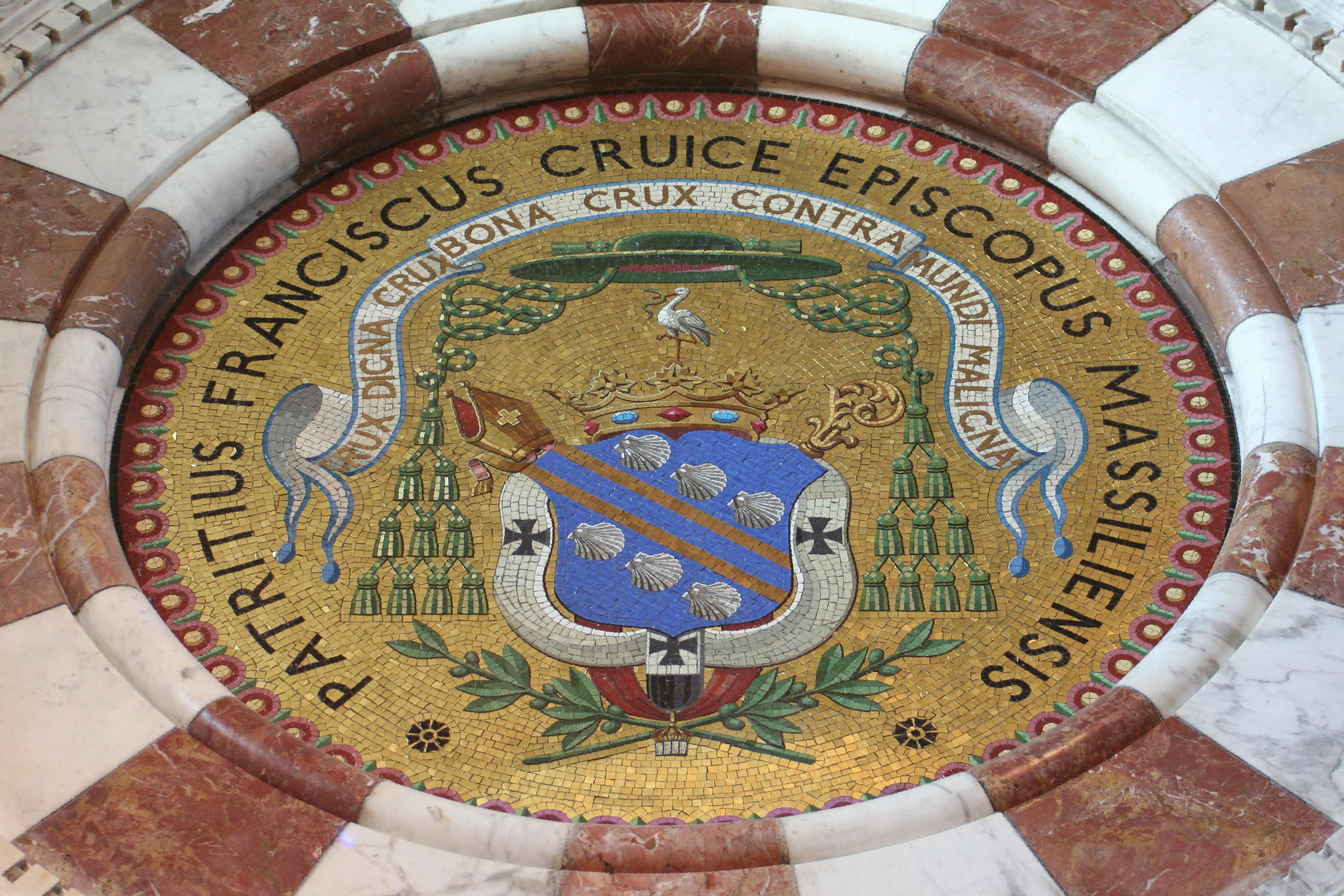
Écusson de Patrice Cruice
basilique Notre-Dame de la Garde

Ses armes sont : D'azur, à deux cottices d'or accompagnées de six coquilles d'argent, trois de chaque côté.